# Елисеева, Антонина Семёновна
Антонина Семёновна Елисеева (1914—1985) — заведующая молочнотоварной фермой колхоза имени Ленина Ленинградского района Краснодарского края. Герой Социалистического Труда (22.03.1966).

## Биография
Родилась в 1914 году в станице Степная Таманского отдела Кубанской области, ныне Приморско-Ахтарского района Краснодарского края. Русская.
Окончила сельскохозяйственный техникум земельного отдела Кагальницкого райисполкома Ростовской области в 1938 году и переехала в станицу Ленинградскую Краснодарского края. Стала работать зоотехником Ленинградского райземотдела, с 1954 года трудилась участковым зоотехником Восточной машинно-тракторной станции (МТС).
В 1958 году она начала работать зоотехником в колхозе имени Ленина Ленинградского района, в 1962 году возглавила молочную ферму, самую отстающую в районе. За короткий срок колхозная ферма вышла в число передовых, в 1963 году была удостоена почётного звания «Коллектив коммунистического труда».
Указом Президиума Верховного Совета СССР от 22 марта 1966 года за достигнутые успехи в развитии животноводства, увеличении производства и заготовок мяса, молока, яиц, шерсти и другой продукции Елисеевой Антонине Семёновне присвоено звание Героя Социалистического Труда с вручением ордена Ленина и золотой медали «Серп и Молот».
В 1967 году трудовой коллектив фермы выступил инициатором краевого социалистического соревнования за высокую культуру животноводства, за победу в котором на следующий год ему было присвоено звание «Ферма высокой культуры животноводства».
Участница ВСХВ и ВДНХ СССР.
Не раз избиралась депутатом и членом Президиума Верховного Совета РСФСР, избиралась делегатом III Всесоюзного съезда колхозников (1969).
Проживала в станице Ленинградской. Ушла из жизни в 1985 году.

## Награды
- Медаль «Серп и Молот» (22.03.1966);
- Орден Ленина (22.03.1966).
- Орден Октябрьской Революции (08.04.1971)
- Медаль «За доблестный труд в Великой Отечественной войне 1941—1945 гг.»
- Медаль «В ознаменование 100-летия со дня рождения Владимира Ильича Ленина» (6 апреля 1970)
- Медаль «Ветеран труда»
- медалями ВСХВ и ВДНХ
- и другими
- Отмечена грамотами и дипломами.

## Память

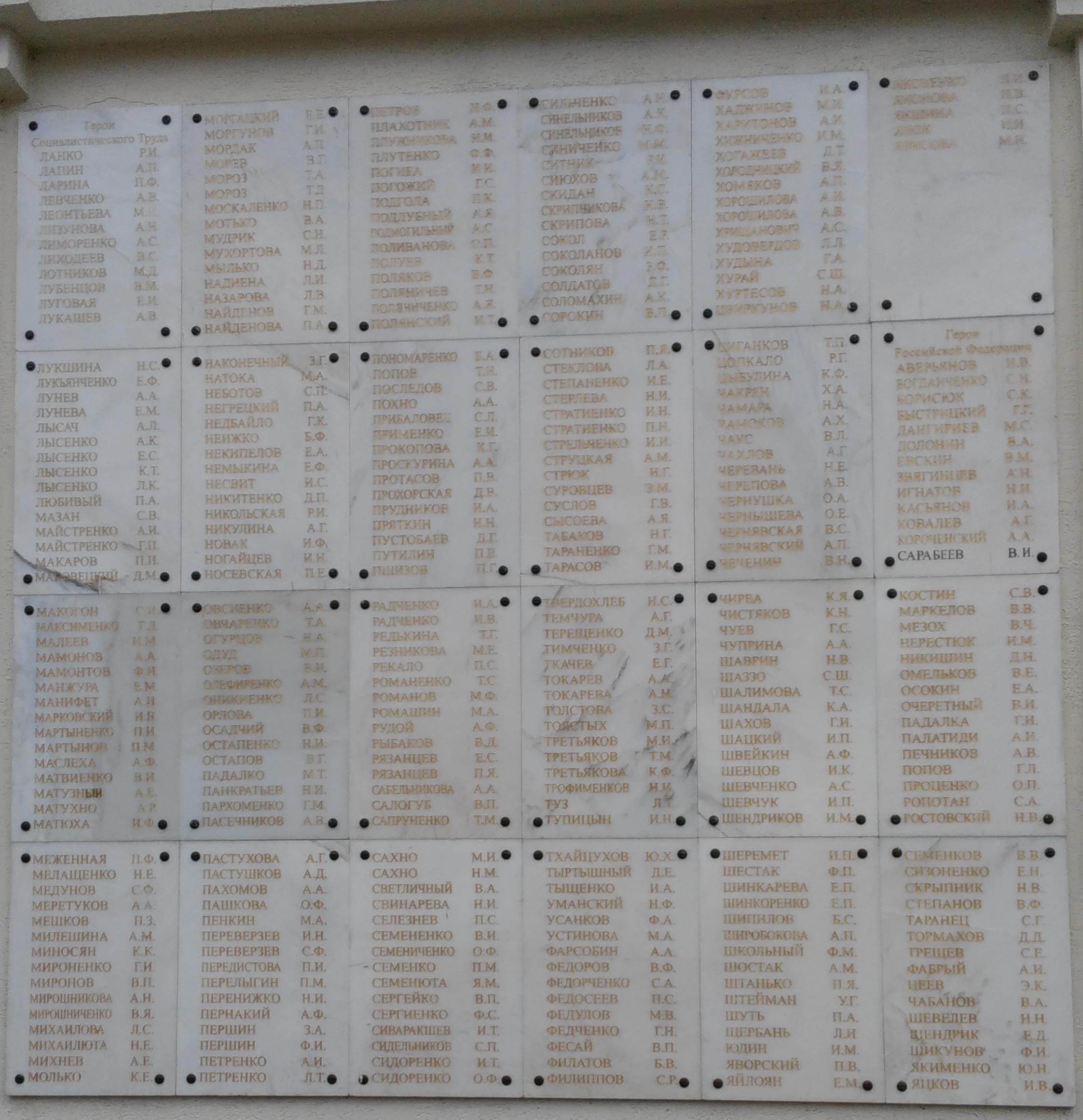
Мемориальная доска с именами Героев Социалистического Труда Кубани и Адыгеи. Краснодар 2017

- На могиле установлен надгробный памятник.
- Имя Героя золотыми буквами вписано на мемориальной доске в Краснодаре.